# 北村淳 (軍事評論家)
北村 淳（きたむら じゅん、1958年 - ）はアメリカ合衆国に活動拠点を置く日本の軍事社会学者、軍事コンサルタント。

## 経歴
東京都に生まれ、東京学芸大学教育学部を卒業して、警視庁公安部などに勤務した。1989年に北アメリカに渡り、ハワイ大学やブリティッシュ・コロンビア大学で助手などを務めた後、戦争発生メカニズムの研究によりブリティッシュコロンビア大学からPh.D.（博士、社会学）取得した。アメリカ合衆国ワシントン州シアトルを拠点に軍事コンサルタントとして活動するかたわら、日本語での著書も多数刊行している。

## おもな主張
- 日本の防衛は「海洋国家防衛原則」（「国防の目的は、自国の領域と自国の海上交易の保護にあり、それらに危害を加えようとする外敵は海洋上において撃退し、自国の領域には一歩たりとも侵入させない」[6]）に立脚しなければならない[7][8]。
- 長距離巡航ミサイルの大量配備によって、中国や北朝鮮の核戦力に対抗するための最小限度の抑止力が期待できる[9]。

- 陸上自衛隊の人員規模は過剰であり、縮小して「災害救援隊」を創設すべきであるというアメリカ海兵隊幹部たちの見解に賛同・紹介し[10][11]、自身の著書[8]でも陸上自衛隊の一部を母体にして「緊急展開災害救援隊」を創設すべきであるとしている。
- 日本がアメリカの軍事的属国から独立するには、「重武装永世中立主義」を国是とすべきである。[8][12]
- 日本が独自の核抑止力を身につける場合には「非核戦略兵器」によらなければならない。[8]

## おもな著書
- 米軍最強という幻想、PHP研究所、2024年
- 米軍幹部が学ぶ最強の地政学、宝島社、2021年
- シミュレーション日本降伏：中国から南西諸島を守る「島嶼防衛の鉄則」、PHP研究所（PHP新書）、2019年
- トランプと自衛隊の対中軍事戦略：地対艦ミサイル部隊が人民解放軍を殲滅す、講談社（講談社+α新書）、2018年
- 巡航ミサイル1000億円で中国も北朝鮮も怖くない、講談社（講談社+α新書）、2015年
- 尖閣を守れない自衛隊、宝島社（宝島社新書）、2012年
- 島嶼防衛：われらいかにして守るのか、明成社、2012年
- 写真で見るトモダチ作戦、並木書房、2011年
- 米軍が見た自衛隊の実力、宝島社、2009年
- 海の生命線：日本に原油・天然ガスが届かなくなる日：オイルシーレーン防衛ハンドブック、明成社、2008年
- 中国の東シナ海侵攻戦略（海洋主義国防戦略レポートシリーズ）、海軍戦略センター、2004年

### 編著
- 海兵隊とオスプレイ、並木書房、2012年（北村愛子との共編著）
- アメリカ海兵隊のドクトリン、芙蓉書房出版、2009年（北村愛子との共編著）

### 共訳書
- カール・オーティス・シュスター米海軍大佐 著、米軍将校のための真珠湾攻撃ハンドブック：忘れ去られたアメリカ海軍戦闘艦隊司令官の警告、Kindle版、2022年(北村愛子との共訳書)
- 米国国家情報会議 編、グローバル・トレンド2025：変貌する世界、並木書房、2010年（北村愛子との共訳書）